# 24 Horas de Le Mans de 1965
As 24 Hours of Le Mans de 1965 foi o 33º grande prêmio automobilístico das 24 Horas de Le Mans, tendo acontecido nos dias 19 e 20 de junho 1965 em Le Mans, França no autódromo francês, Circuit de la Sarthe.

## Resultados Finais

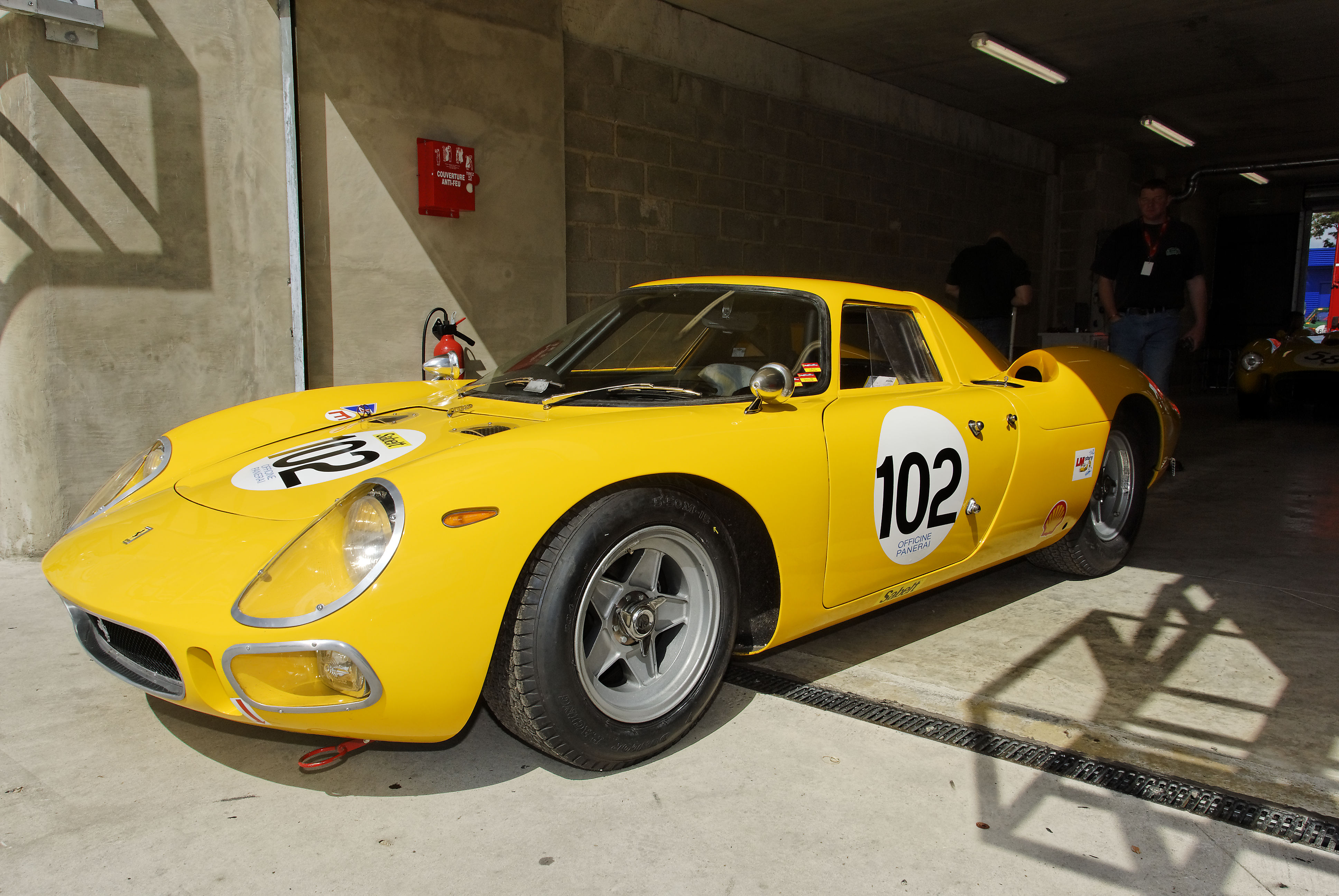
Ferrari 250LM

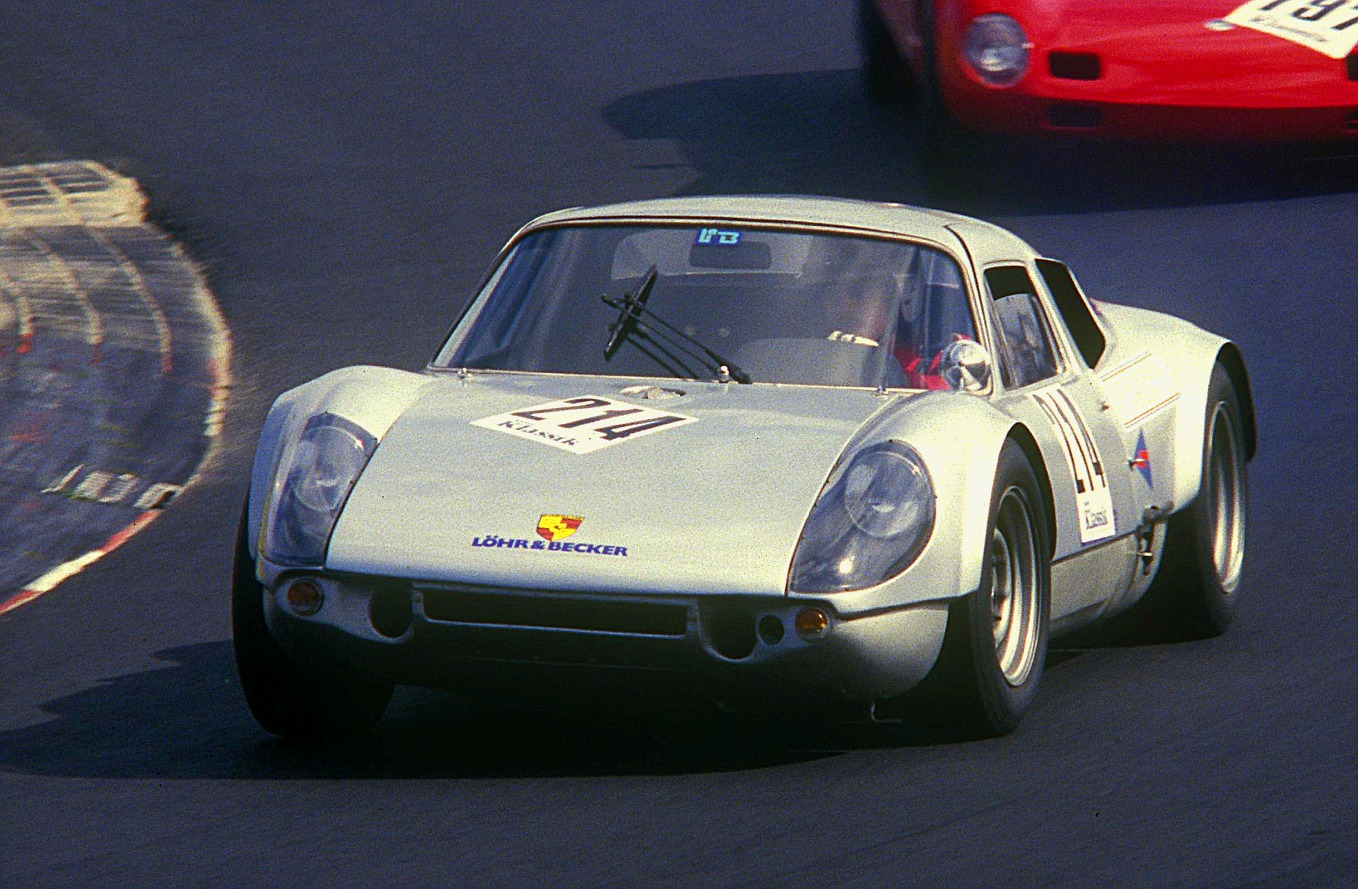
Porsche 904/6

| Pos    | Class  | Nº | Equipe                                         | Pilotos                                 | Chassis                      | Motor                   | Voltas |
| ------ | ------ | -- | ---------------------------------------------- | --------------------------------------- | ---------------------------- | ----------------------- | ------ |
| 1      | P 5.0  | 21 | North American Racing Team (NART)              | Masten Gregory Jochen Rindt Ed Hugus    | Ferrari 250LM                | Ferrari 3.3L V12        | 348    |
| 2      | P 5.0  | 26 | Pierre Dumay                                   | Pierre Dumay Gustave Gosselin           | Ferrari 250LM                | Ferrari 3.3L V12        | 343    |
| 3      | GT 5.0 | 24 | Ecurie Francorchamps                           | Willy Mairesse Jean Blaton              | Ferrari 275 GTB              | Ferrari 3.3L V12        | 340    |
| 4      | P 2.0  | 32 | Porsche System Engineering                     | Herbert Linge Peter Nöcker              | Porsche 904/6                | Porsche 2.0L Flat-6     | 336    |
| 5      | GT 2.0 | 36 | Porsche System Engineering                     | Gerhard Koch Anton Fischhaber           | Porsche 904/4 GTS            | Porsche 2.0L Flat-4     | 325    |
| 6      | P 5.0  | 27 | Scuderia Filipinetti                           | Dieter Spoerry Armand Boller            | Ferrari 250LM                | Ferrari 3.3L V12        | 324    |
| 7      | P 5.0  | 18 | North American Racing Team (NART)              | Pedro Rodríguez Nino Vaccarella         | Ferrari 365 P1/P2 Spyder     | Ferrari 4.4L V12        | 320    |
| 8      | GT 5.0 | 11 | AC Cars Ltd.                                   | Jack Sears Richard Thompson             | Shelby Cobra Daytona         | Ford 4.7L V8            | 304    |
| 9      | P +5.0 | 3  | Iso Prototip Bizzarrini                        | Réfis Fraissinet Jean de Mortemart      | Iso Grifo A3C                | Chevrolet 5.4L V8       | 303    |
| 10     | P 2.0  | 31 | Owen Racing Organisation                       | Graham Hill Jackie Stewart              | Rover-BRM                    | Rover 2.0L Turbine      | 284    |
| 11     | GT 2.0 | 39 | British Motor Corporation                      | Paddy Hopkirk Andrew Hedges             | MG MGB Hardtop               | MG 1.8L I4              | 283    |
| 12     | P 1.3  | 49 | Donald Healey Motor Company                    | Paul Hawkins John Rhodes                | Austin-Healey Sprite Sebring | BMC 1.3L I4             | 278    |
| 13     | GT 1.3 | 60 | Standard-Triumph Ltd.                          | Jean-Jacques Thuner Simo Lampinen       | Triumph Spitfire             | Triumph 1.1L I4         | 274    |
| 14     | GT 1.3 | 54 | Standard-Triumph Ltd.                          | Claude Dubois Jean-François Piot        | Triumph Spitfire             | Triumph 1.1L I4         | 263    |
| 15 DNF | P 5.0  | 20 | SpA Ferrari SEFAC                              | Mike Parkes Jean Guichet                | Ferrari 330 P2 Spyder        | Ferrari 4.0L V12        | 315    |
| 16 DNF | P 1.3  | 48 | Donald Healey Motor Company                    | Rauno Aaltonen Clive Baker              | Austin-Healey Sprite Sebring | BMC 1.3L I4             | 256    |
| 17 DNF | P 5.0  | 19 | SpA Ferrari SEFAC                              | John Surtees Ludovico Scarfiotti        | Ferrari 330 P2 Spyder        | Ferrari 4.0L V12        | 225    |
| 18 DNF | GT 2.0 | 37 | Auguste Veuillet                               | Robert Buchet Ben Pon                   | Porsche 904/4 GTS            | Porsche 2.0L Flat-4     | 224    |
| 19 DNF | P 5.0  | 22 | SpA Ferrari SEFAC                              | Lorenzo Bandini Giampiero Biscaldi      | Ferrari 275 P2               | Ferrari 3.3L V12        | 221    |
| 20 DNF | GT 2.0 | 44 | Equipe Grand Ducale Luxembourgeoise            | Nicholas Koob Alain Finkelstein         | Alfa Romeo Giulia TZ/1       | Alfa Romeo 1.6L I4      | 218    |
| 21 DNF | GT 2.0 | 41 | Autodelta SpA                                  | Roberto Bussinello Jean Rolland         | Alfa Romeo Giulia TZ/2       | Alfa Romeo 1.6L I4      | 217    |
| 22 DNF | GT 5.0 | 9  | Shelby-American Inc.                           | Jerry Grant Dan Gurney                  | Shelby Cobra Daytona         | Ford 4.7L V8            | 204    |
| 23 DNF | P 2.0  | 35 | Porsche System Engineering                     | Günter Klass Dieter Glemser             | Porsche 904/6                | Porsche 2.0L Flat-6     | 202    |
| 24 DNF | P 1.3  | 47 | Société Automobiles Alpine                     | Roger Delageneste Jean Vinatier         | Alpine M65                   | Renault-Gordini 1.3L I4 | 196    |
| 25 DNF | GT 1.3 | 55 | Société Automobiles Alpine                     | Jacques Cheinisse Jean-Pierre Hanrioud  | Alpine A110 M64              | Renault-Gordini 1.1L I4 | 196    |
| 26 DNF | P 1.15 | 61 | Société Automobiles Alpine                     | Pierre Monneret Robert Bouharde         | Alpine M63B                  | Renault-Gordini 1.0L I4 | 187    |
| 27 DNF | GT 5.0 | 10 | Shelby-American Inc.                           | Bob Johnson Tom Payne                   | Shelby Cobra Daytona         | Ford 4.7L V8            | 158    |
| 28 DNF | P 1.15 | 51 | Société Automobiles Alpine                     | Roger Masson Guy Verrier                | Alpine M64                   | Renault-Gordini 1.1L I4 | 148    |
| 29 DNF | P 5.0  | 25 | Ecurie Francorchamps                           | Gerhard Langlois van Ophem Leon Dernier | Ferrari 250LM                | Ferrari 3.3L V12        | 146    |
| 30 DNF | GT 2.0 | 38 | "Franc"                                        | Jacques Dewez Jean Kerguen              | Porsche 904/4 GTS            | Porsche 2.0L Flat-4     | 130    |
| 31 DNF | GT 5.0 | 59 | Scuderia Filipinetti                           | Peter Harper Peter Sutcliffe            | Shelby Cobra Daytona         | Ford 4.7L V8            | 126    |
| 32 DNF | P 1.15 | 50 | Société Automobiles Alpine                     | Philippe Vidal Peter Revson             | Alpine M64                   | Renault-Gordini 1.1L I4 | 116    |
| 33 DNF | GT 5.0 | 12 | Ford France S.A.                               | Jo Schlesser Allen Grant                | Shelby Cobra Daytona         | Ford 4.7L V8            | 111    |
| 34 DNF | P 5.0  | 17 | Maranello Concessionaires Ltd.                 | David Piper Jo Bonnier                  | Ferrari 365 P2               | Ferrari 4.4L V12        | 101    |
| 35 DNF | P 5.0  | 23 | Maranello Concessionaires Ltd.                 | Lucien Bianchi Michael Salmon           | Ferrari 250LM                | Ferrari 3.3L V12        | 99     |
| 36 DNF | P +5.0 | 2  | Shelby-American Inc.                           | Phil Hill Chris Amon                    | Ford GT40 Mk.II              | Ford 7.0L V8            | 89     |
| 37 DNF | GT 5.0 | 14 | Ford Advanced Vehicles / Alan Mann             | Sir John Whitmore Innes Ireland         | Ford GT40 Mk.I               | Ford 4.7L V8            | 72     |
| 38 DNF | GT 1.3 | 52 | Standard Triumph Ltd.                          | David Hobbs Rob Slotemaker              | Triumph Spitfire             | Triumph 1.1L I4         | 71     |
| 39 DNF | P +5.0 | 1  | Shelby-American Inc.                           | Ken Miles Bruce McLaren                 | Ford GT40 Mk.II              | Ford 7.0L V8            | 45     |
| 40 DNF | P 1.3  | 46 | Société Automobiles Alpine                     | Marco Bianchi Henri Grandsire           | Alpine M65                   | Renault-Gordini 1.3L I4 | 32     |
| 41 DNF | P +5.0 | 6  | Scuderia Filipinetti Shelby-American Inc.      | Herbert Müller Ronnie Bucknum           | Ford GT40 Mk.I               | Ford 5.3L V8            | 29     |
| 42 DNF | P 5.0  | 7  | R.R.C. Walker Racing Team Shelby-American Inc. | Bob Bondurant Umberto Maglioli          | Ford GT40 Mk.I               | Ford 4.7L V8            | 29     |
| 43 DNF | P 2.0  | 30 | Anglian Racing Developments                    | Richard Wrottesley Tony Lanfranchi      | Elva GT160                   | BMW 2.0L I4             | 29     |
| 44 DNF | GT 2.0 | 42 | Autodelta SpA                                  | Giacomo Russi Carlo Zuccoli             | Alfa Romeo Giulia TZ/2       | Alfa Romeo 1.6L I4      | 22     |
| 45 DNF | P 2.0  | 33 | Porsche System Engineering                     | Colin Davis Gerhard Mitter              | Porsche 904/8                | Porsche 2.0L Flat-8     | 20     |
| 46 DNF | GT 2.0 | 62 | Christian Poirot                               | Christian Poirot Rolf Stommelen         | Porsche 904/4 GTS            | Porsche 2.0L Flat-4     | 13     |
| 47 DNF | P 5.0  | 15 | Ford France S.A.                               | Maurice Trintignant Guy Ligier          | Ford GT40 Roadster           | Ford 4.7L V8            | 11     |
| 48 DNF | GT 1.3 | 53 | Standard Triumph Ltd.                          | Peter Bolton William Bradley            | Triumph Spitfire             | Triumph 1.1L I4         | 6      |
| 49 DNF | P +5.0 | 8  | J.H. Simone                                    | Jo Siffert Jochen Neerpasch             | Maserati Tipo 65             | Maserati 5.0L V8        | 3      |
| 50 DNF | P 1.6  | 40 | SpA Dino SEFAC                                 | Giancarlo Baghetti Mario Casoni         | (Ferrari) Dino 166P          | Dino 1.6L V6            | 2      |
| 51 DNF | GT 2.0 | 43 | Autodelta SpA                                  | Teodore Zeccoli José Rosinski           | Alfa Romeo Giulia TZ/2       | Alfa Romeo 1.6L I4      | 1      |

Legenda :DNQ = Não largou - DNF = Abandono - NC = Não classificado - DSQ= Desqualificado